# Rockville (Maryland)
Rockville is een plaats (city) in de Amerikaanse staat Maryland, en valt bestuurlijk gezien onder Montgomery County.

## Demografie
Bij de volkstelling in 2000 werd het aantal inwoners vastgesteld op 47.388.
In 2006 is het aantal inwoners door het United States Census Bureau geschat op 59.114, een stijging van 11726 (24,7%). In 2016 werd het inwonersaantal geschat op 66.940.

## Geografie
Volgens het United States Census Bureau beslaat de plaats een oppervlakte van
34,8 km², geheel bestaande uit land. Rockville ligt op ongeveer 104 m boven zeeniveau.

## Plaatsen in de nabije omgeving
De onderstaande figuur toont nabijgelegen plaatsen in een straal van 8 km rond Rockville.

## Geboren
- Spike Jonze (1969), film-, reclame- en videoclipregisseur, producent en acteur
- Brian Transeau (BT) (1971), producer, muzikant, zanger en componist
- Elden Henson (1977), acteur
- Father John Misty (1981), singer-songwriter, muzikant en producent
- Jack Conger (1994), zwemmer